# Тринаеста војвођанска ударна бригада
Тринаеста војвођанска ударна бригада НОВЈ формирана је 14. октобра 1944. године у Петровграду од Петог банатског НОП одреда и нових бораца са територије северног Баната.
Дана 12. новембра стављена је под команду Војне управе за Банат, Бачку и Барању, а затим је реорганизована у Трећу бригаду Народне одбране и као таква вршила обезбеђење југословенско-мађарске и југословенско-румунске границе, као и свих важнијих војних и привредних објеката на територији северне Бачке, а 18. децембра 1944. ушла је у састав 7. дивизије Корпуса народне одбране Југославије.